# فيكونت صموئيل

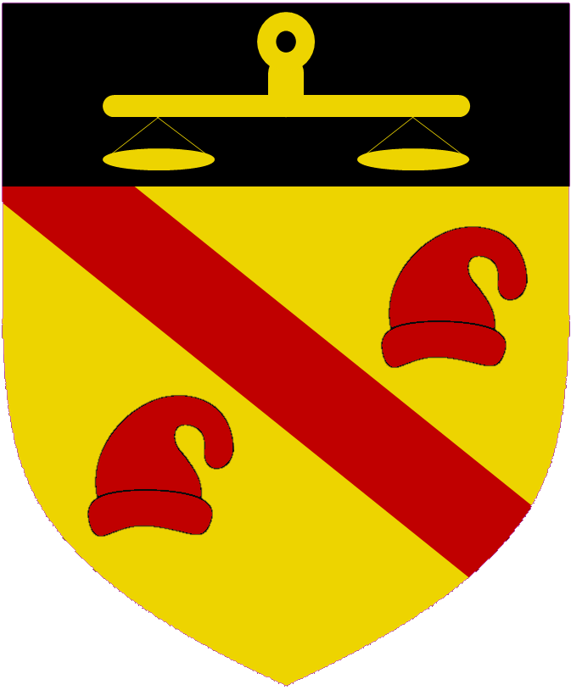
الشعار: أو الانحناء بين قلعتين من Liberty Gules على رئيس Sable توازن من الأول: Crest: أمام الشمس المشرقة أو أجنحة Dove مرفوعة ومثبتة في المنقار بغصن زيتون ؛ الداعمون: على كلا الجانبين ، أسد أو دكستر ممسوكًا بياقة جولس واستراحة ساقه الخلفية الداخلية على جذع من البلوط ، تم القضاء عليها وتنبت بشكل مناسب الشرير الملتحم بالتاج الشرقي أيضًا جولس واستراحة الساق الخلفية الداخلية على جذع الزيتون تم استئصالها وتنبت أيضًا بشكل صحيح

الفيكونت صموئيل Viscount Samuel، من جبل الكرمل في فلسطين و Toxteth في مدينة ليفربول، هو لقب في النبلاء في المملكة المتحدة .  تم إنشاؤه في 8 يونيو 1937 للسياسي الليبرالي والمفوض السامي السابق للانتداب البريطاني لفلسطين، هربرت صموئيل . كان حفيده، الفيكونت الثالث والرابع، على التوالي كيميائيًا إسرائيليًا بارزًا وعالمًا في البيولوجيا العصبية، ومديرًا نفطيًا. اعتبارًا من عام 2014، احتفظ باللقب ابن الفيكونت الرابع، الذي نجح في الحصول على لقب خامس فيكونت في ذلك العام.
كان أول فيكونت صموئيل هو ابن شقيق المصرفي صموئيل مونتاجو، البارون الأول سوايثلينج .

## صموئيل الفيكونت (1937)
- هربرت لويس صموئيل، الفيكونت الأول صموئيل (1870-1963)
- إدوين هربرت صموئيل، الفيكونت الثاني صموئيل (1898–1978)
- ديفيد هربرت صموئيل، الفيكونت الثالث صموئيل (1922-2014)
- دان يهوذا صموئيل، الفيكونت الرابع صموئيل (1925-2014)
- جوناثان هربرت صموئيل فيكونت الخامس صموئيل (مواليد 1965)

الوريث المفترض هو الأخ غير الشقيق للحامل الحالي هو بنيامين انجوس صموئيل (مواليد 1983).

## الملاحظات

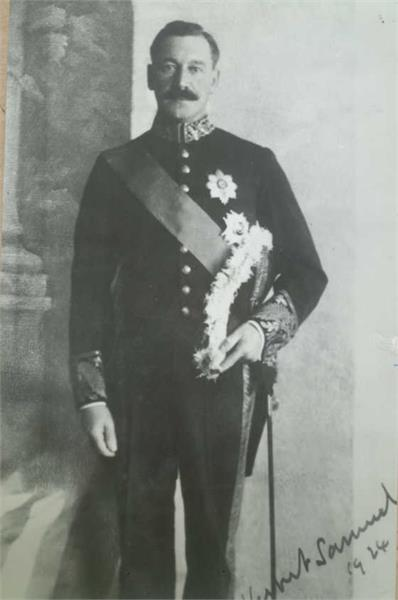
هربرت صموئيل 1924

1. ↑  You must specify قالب:And list when using {{London Gazette}}.